# Mănuși roșii
Mănuși roșii este un film românesc din 2010 regizat de Radu Gabrea. Rolurile principale au fost interpretate de actorii Alexandru Mihăescu, Andi Vasluianu, Marcel Iureș.

## Distribuție
Distribuția filmului este alcătuită din:
- Vlad Rădescu
- Daniela Torok
- Andi Vasluianu — Vlad Ursescu
- Alexandru Mihăescu — Felix Goldschmidt
- Marcel Iureș — Dl. Ghiosdan
- Ioana Iacob
- Mircea Rusu — Lt.col. Alexandrescu
- Alexandra Pirici
- Udo Schenk — Maiorul Blau
- Victoria Cociaș — Mama lui Felix
- Dan Aștilean
- Costel Cașcaval
- Ion Grosu
- Sorin Cociș
- Peter Nitzsche
- David Zimmerschied

## Primire
Filmul a fost vizionat de 2.564 de spectatori în cinematografele din România, după cum atestă o situație a numărului de spectatori înregistrat de filmele românești de la data premierei și până la data de 31 decembrie 2014 alcătuită de Centrul Național al Cinematografiei.